# 55 Рака c
55 Рака c — екзопланета, розташована завдальшки 40, 9 світлового року від Землі в планетній системі сонцеподібної зірки 55 Рака А, що входить до подвійної зорі 55 Рака (HD 75732). Планета є третьою за віддаленістю від материнської зірки. Відкрита 2002 року методом доплерівської спектроскопії. Період обертання — 43,93 доби, велика піввісь орбіти 0,24 а. о., орбіта витягнена (ексцентриситет 0,44). Мінімальна маса  0,22MЮп.

## Характеристики
Що планета була виявлена опосередкованим шляхом (спостереження за зіркою), такі параметри, як радіус, склад та температура вченим невідомі. Виходячи ж із маси (зіставної з Сатурном), 55 Рака с, найрадше, є газовим гігантом без твердої поверхні, — як і більшість екзопланет цієї системи.
Координати:  08г 52м 35.8с, +28° 19′ 51″